# Simbolismo religioso

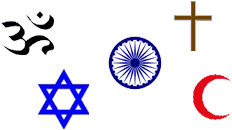
simboli di alcune religioni

Il simbolismo religioso è l'insieme di simboli con i quali si evidenziano gli aspetti importanti della religione.
Nella religione cristiana la croce è un simbolo di Gesù Cristo, la mezzaluna rappresenta l'Islam, nella religione ebraica la stella a sei punte fa riferimento a Davide e più in generale a tutta la religione ebraica, mentre il lingam induista richiama Shiva e la fertilità maschile.

## Definizione e funzione del simbolismo[1]

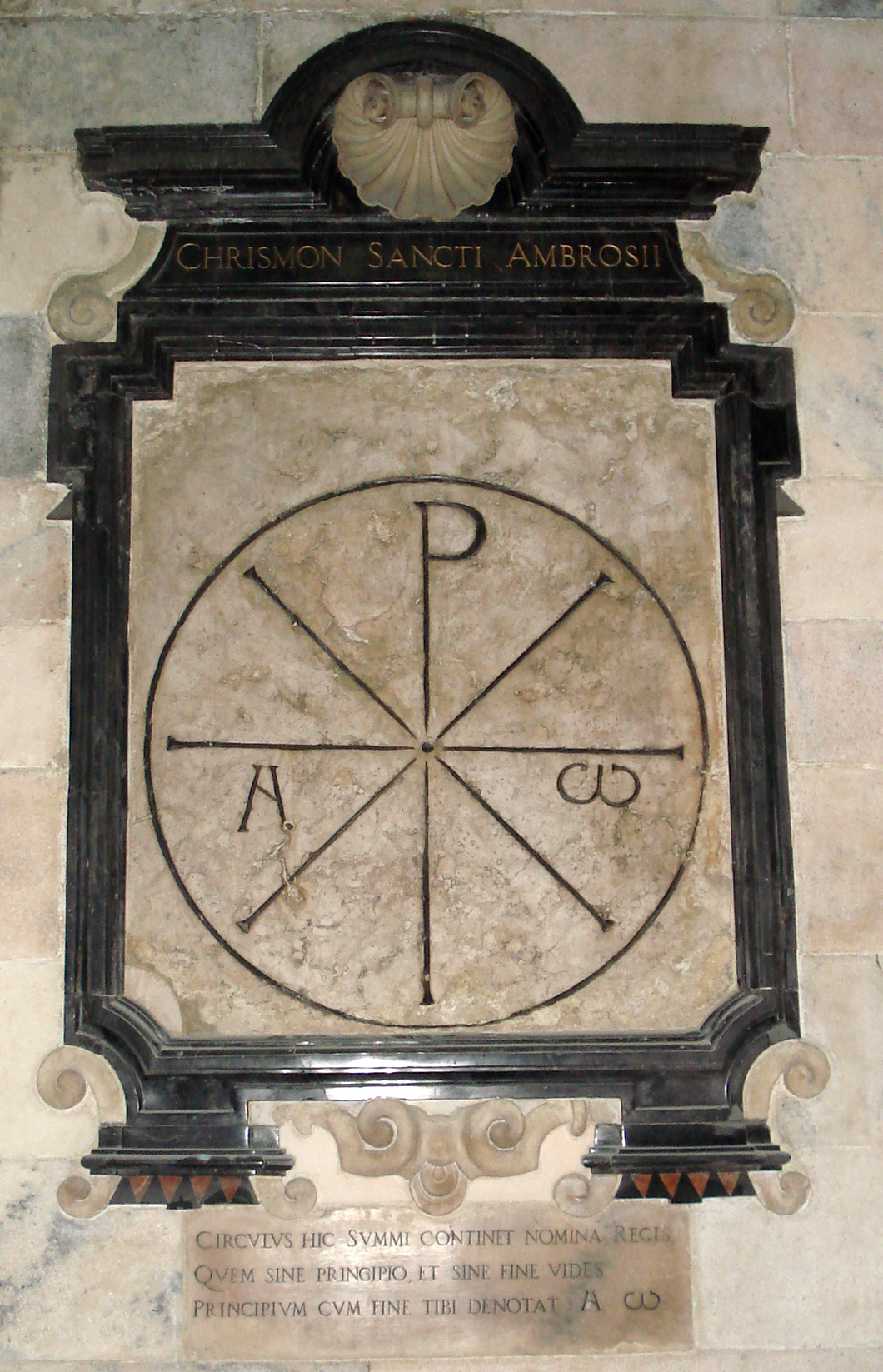
Duomo di Milano, deambulatorio dell'abside. Lapide con copia moderna del Crismon Sancti Ambrosii

Se come sostiene René Alleau una società senza simboli non può evitare di cadere al livello delle società infraumane, poiché la funzione simbolica è un modo di relazione tra l'umano ed il sovraumano, è altrettanto vero che sulla interpretazione dei simboli e sul loro impiego, da sempre, gli uomini, sia gli studiosi sia l'uomo della strada, si accapigliano e si dividono. Tale atteggiamento è spesso dovuto al fatto che troppo spesso si assiste a tentativi di trovare significato ai simboli, mentre un simbolo non significa: evoca e focalizza, riunisce e concentra, in modo analogicamente polivalente, una molteplicità di sensi che non si riducono a un unico significato e neppure ad alcuni significati soltanto.
All'interno del medesimo simbolo vi sono evocazioni simboliche molteplici e gerarchicamente sovrapposte che non si escludono affatto reciprocamente, sono anzi perfettamente concordanti tra loro, perché in realtà esprimono le applicazioni di uno stesso principio a ordini diversi; ed in tal modo si completano e si corroborano, integrandosi nell'armonia della sintesi totale. È proprio questo che rende il simbolismo un linguaggio molto meno limitato del linguaggio comune ed adatto per l'espressione e la comunicazione di certe verità, facendone il linguaggio iniziatico per eccellenza ed il veicolo indispensabile di ogni insegnamento tradizionale.

## Caratteristiche ed importanza del simbolismo religioso
I simboli religiosi non sono la realtà che rappresentano ma, pur non essendolo, la richiamano immediatamente.
Inoltre hanno il grande vantaggio di essere immediati, semplici e universali.
I simboli numerici sono assolutamente universali, semplici e immediati. Infatti i numeri sono un elemento conosciuto da tutta l'umanità e sciolto da qualsiasi appartenenza locale o nazionale.
Il simbolismo religioso, per le sue caratteristiche di semplicità, immediatezza ed universalità, facilita la comprensione e la diffusione di concetti-chiave delle rispettive religioni in vasti strati della popolazione.
Le immagini sacre (quadri, affreschi, statue,...) sono altrettanti simboli che aiutano la preghiera e rafforzano la devozione. Diventa questo l'uso più tipico del simbolismo religioso e come tale è stato ampiamente diffuso e utilizzato ad esempio dalla Chiesa cattolica e dalle tradizioni devozionali della bhakti.

## Simbolismo nell'induismo
L'induismo è una religione con un simbolismo fortemente formalizzato e codificato. Posture del corpo, i gesti delle mani (mudrā), acconciature, oggetti, vestiario, ornamenti, personaggi e figure di contorno dell'arte cultuale sono codificati secondo un preciso simbolismo.

Uno yantra

Il linguaggio simbolico, in grado di rendere visibili i miti e le storie contenute nei Veda è immediatamente comprensibile in tutto il subcontinente indiano.
Le murti ed in generale le sculture che raffigurano gli dei (nella sola Benares, con i suoi 2000 templi, se ne contano più di mezzo milione) sono ben distinguibili l'una dall'altra proprio grazie a questo codice condiviso e ben conosciuto. Le immagini degli dei non devono essere confuse con gli stessi dei, ma rispecchiano l'idea astratta del Dio, che si rivolge al devoto e rivela la divinità. Le sculture ed i simboli sacri possono avere un carattere naturalistico, imitando cioè quello che intendono rappresentare (vyakta) in modo concreto (rūpa) o avere un carattere puramente simbolico (avyakta) e astratto (sūkṣma).
La pratica religiosa quotidiana è fortemente ritualizzata e basata sull'uso di simboli che riproducono dei o concetti religiosi complessi.
Di seguito un elenco di alcuni simboli dell'induismo:

Aum

- AumAum, il suono primordiale, la celeberrima sillaba sacra, presente nei mantra ed utilizzato in tutte le adorazioni

Il Tridente di Shiva

- Gli yantra, complesse forme geometriche mistiche che aiutano la meditazione e avvicinano il devoto alla divinità venerata, segnalano o contraddistinguendo un luogo di culto. Disegnare uno yantra equivale ad evocare la divinità.
- Il lingam, simbolo fallico che rappresenta Shiva.

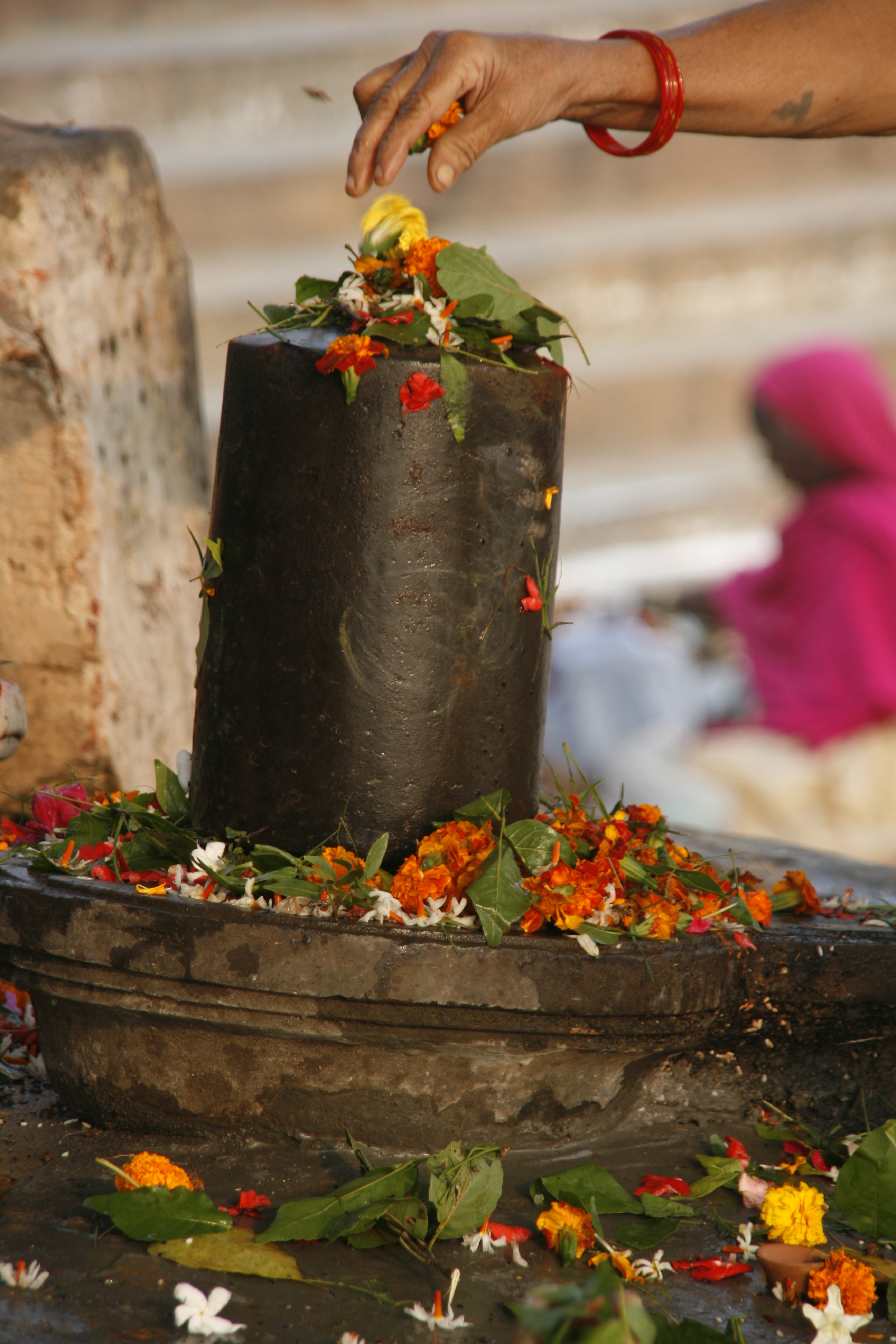
Lingam a Varanasi

- La yoni, la vagina, simbolo che rappresenta la potenza femminile e la capacità di creare
- Il trishula, il tridente simbolo di Shiva.
- Il Sudarshana Chakra, il disco utilizzato da Visnù come arma.
- Il fiore di loto, simbolo di purezza e bellezza.
- La conchiglia, che, provenendo dall'acqua e con. la forma spirale rappresenta l'origine dell'esistenza. e viene suonata prima dell'adorazione
- La svastica, simbolo solare.
- Le impronte dei piedi (pada), simbolo del maestro spirituale o del dio.
- Il tilaka è un simbolo posto sulla fronte dei fedeli, per evidenziarne l'appartenenza alle differenti correnti dell'induismo. Allo stesso modo il filo sacro dei brāhmaṇa, alcuni abiti, il bastone (danda) dei guru e dei sannyasa, le acconciature e i gioielli, i colori (come ad es. il color zafferano) contraddistinguono l'appartenenza ad un particolare gruppo religioso.

## Simbolismo cristiano nella Bibbia
Il simbolismo religioso è molto presente nella Bibbia. Gli innumerevoli simboli che vi compaiono possono essere così catalogati:
- Simboli antropologici: sono quei simboli che si rifanno direttamente all'uomo. Esempi: il cuore per indicare l'anima umana; il dito di Dio per indicare lo Spirito Santo, il pastore per indicare Gesù Cristo.
- Simboli animali: sono quei simboli presi dal mondo degli animali. Esempi: l'agnello (Cristo), le pecore (le anime), il leone (Cristo nel suo potere), ...
- Simboli cosmici: sono quei simboli che usano elementi del cosmo per parlare di Dio e delle realtà spirituali. Esempi: il vento (lo Spirito Santo), il fuoco (lo Spirito Santo), il cielo (il Paradiso),...
- Simboli numerici (vedi simbolismo numerico): sono quei simboli che attribuiscono ad alcuni numeri particolari significati. Esempi: il numero 7 il compimento, il 3 la perfezione, il numero 666 indica le forze del male.

### Altri simboli cristiani

il pesce è un tipico simbolo di Gesù Cristo

Oltre a quelli derivati dalla Bibbia, nel cristianesimo hanno assunto importanza altri simboli:
- Il pesce è divenuto simbolo di Cristo per via delle sue lettere greche (ἰχθύς: Ιesous Christοs ΤHeou Yios Soter, "Gesù Cristo Figlio di Dio Salvatore").
- Il monogramma di Cristo composto dalle lettere greche 'chi' (Χ) e 'rho' (Ρ) iniziali del nome greco di Cristo Sarebbe stato introdotto da Costantino I in occasione della battaglia di Ponte Milvio contro Massenzio.
- Il monogramma composto dalle lettere latine IHS (spesso con la H sormontata da una croce) o IHC, deriva dalla prima, seconda, e terza o ultima lettera del nome di Gesù in greco (ΙΗΣΟΥΣ) ed è divenuto il monogramma dei Gesuiti.
- La nave è vista come simbolo della Chiesa. (San Gregorio Magno fu uno dei primi ad usare questa simbologia).
- Il delfino. Legato al dio Apollo e divenuto simbolo del Salvatore (Gesù Cristo) perché si pensava che i delfini potessero salvare i naufraghi.

Più in generale l'arredo di una chiesa, i paramenti usati, i colori liturgici assumono un grande valore simbolico.

## Elenco di simboli suddivisi per religione
| Religione o filosofia                                  | Simbolo                                                                                     |
| ------------------------------------------------------ | ------------------------------------------------------------------------------------------- |
| Ayyavazhi                                              | - Fior di loto con fiamma                                                                   |
| Buddhismo                                              | - Ruota del Dharma - Triratna - Gankyil                                                     |
| Cristianesimo                                          | - Croce latina - Croce greca - Croce ortodossa - Cristogramma - Pesce                       |
| Ebraismo                                               | - Stella di Davide - Menorah                                                                |
| Fede Bahá'í                                            | - Stella a cinque punte                                                                     |
| Giainismo                                              | - Svastica                                                                                  |
| Induismo                                               | - Omkar (Aum)                                                                               |
| Islam                                                  | - Mezzaluna - Nome d'Allah - Rub' al-Hizb                                                   |
| Religioni Etniche, Paganesimo Neopaganesimo, Feticismo | - Mani di Dio - Mjølner - Pentagramma - Croce del sole - Triquetra - Ankh - Occhio di Horus |
| Shintoismo                                             | - Torii                                                                                     |
| Sikhismo                                               | - Khanda                                                                                    |
| Taoismo                                                | - Yin e Yang                                                                                |
| Zoroastrismo                                           | - Faravahar                                                                                 |